# Bataille de Jiangling
Campagne de la Falaise Rouge
Batailles
Changban- Sud est de Xiakou- Falaise rouge- Yiling- Jiangling - Hefei
La bataille de Jiangling (江陵之战) est la dernière de la campagne de la Falaise rouge. Après la défaite de Cao Cao à la bataille de la Falaise rouge, les vainqueurs ont cherché à reprendre l'importante base de Jiangling sur le fleuve Yangtsé, et pour cela ont pris Yiling par où passait le ravitaillement de Jiangling. Les commandants de la bataille de Jiangling ont été les mêmes que ceux qui ont dirigé celle de Yiling. Après quelques escarmouches féroces dans un premier temps, la bataille se transforma en siège pendant presque un an. Sun Quan finit par prendre la ville, mettant fin à la campagne et stabilisant la situation politique des trois royaumes.

## Contexte historique
Cao Cao, maître de la chine du nord et premier ministre de l'empereur Han théoriquement toujours en place, a cherché reprendre le contrôle du sud. Après des succès initiaux, il  a subi un revers décisif à la bataille de la Falaise rouge, après quoi ses ennemis Sun Quan et Liu Bei, alliés, séparent leurs forces pour accomplir deux objectifs différents. Liu Bei et ses hommes sont chargés de la destruction du campement de Cao Cao, alors que Sun Quan doit détruire la force navale de l'ennemi. Les deux objectifs sont atteints. L'étape suivante de leur stratégie est de reprendre la ville de Jiangling (江陵, située dans la ville actuelle de Jingjiang 荆江, à ne pas confondre avec l'actuelle Jiangling) où les forces de Cao Ren (subordonné de Cao Cao) se sont réfugiées.

## Ordre de bataille
Forces de Cao Cao
- Général Soumettant le Sud (征南将军) Cao Ren posté à Jiangling
  - Administrateur de Xiangyang (襄阳太守) Yue Jin (樂進)
  - Administrateur de Runan (汝南太守) Li Tong (李通)
  - Administrateur de Jiangxia Wen Pin (文聘)
  - Ministre (长史) Chen Jiao (陈矫)
  - Général qui Montre sa Bravoure (奮威將軍) Man Chong (滿寵)
  - Général de Hengye (横野将军) Xu Huang
  - Général Niu Jin (牛金)

Forces de Sun Quan
- Général au Centre de la Protection de l'Armée (中护军将军) Zhou Yu nommé commandant en chef de l'armée alliées
  - Vice-roi du Droit (右都督) Cheng Pu
  - Général Soumettant les Barbares (征虏将军) Sun Ben
  - Général de la Garnison Impériale (中郎将) Han Dang
  - Général Hengye de la Garnison Impériale (横野中郎将) Lü Meng
  - Protecteur-superviseur Héritier de la Férocité (承烈都尉) Ling Tong
  - Maire de Yichun (宜春长) Zhou Tai
  - Gouverneur de Dangkou (当口令) Gan Ning

Forces de Liu Bei
- Général sur la Gauche (左将军) Liu Bei est l'avant-garde de la force alliée
  - Major-Général (偏将军) Guan Yu commandant en chef de la marine de Liu Bei
  - Général de la Garnison Impériale (中郎将) Zhang Fei
  - Maire de Linju (临沮长) Xiang Lang

## Préliminaires
Les alliés prennent en chasse l'ennemi dans sa retraite. Liu Bei commande une force terrestre de 16 000 hommes sur la rive nord du Yangtze, pendant que Zhou Yu remonte le fleuve avec 30 000 marins. Zhou Yu est soucieux à propos des 120 000 hommes de Cao Cao qui stationnent au nord, non loin du Yangtze. Il convainc donc Liu Bei de quitter la rive nord pour continuer sur la rive sud du fleuve. Liu Bei demande et obtient la permission de Zhou Yu de sécuriser l'arrière et le flanc de la marine en prenant les quatre commanderies de Cao Cao au sud de la rivière Yangtze. N'ayant pratiquement aucune troupe en soutien, les quatre administrateurs de Cao Cao, Jin Xuan à Wuling (武陵), Han Xuan à Changsha (长沙), Zhao Fan à Guiyang (桂阳) et Liu Du à Lingling (零陵), capitulent sans résistance. Liu Bei remplit ainsi un des objectifs de la stratégie alliée dans la campagne de la Falaise rouge. Liu Bei possède ainsi sa propre base et nomme Zhuge Liang Conseiller Général de la Garnison Impériale (军师中郎将), afin de superviser les affaires courantes de Changsha (长沙), Guiyang (桂阳) et Lingling (零陵).
Le plus important gain pour Liu Bei est cependant le fait que Lei Xu (雷绪) et ses troupes rejoignent et doublent instantanément ses forces. En effet, aussitôt la défaite de Cao Cao annoncée, Lei Wu à Lujiang (庐江, situé dans les environs de l'actuelle Chaohu) se rebelle. Dès le départ, la stratégie de Cao Cao est de maintenir ses forces les plus expérimentées dans une force séparée au nord, afin de se prémunir contre d'éventuelles rébellions. Cette stratégie fonctionne puisqu'il réussit à réprimer rapidement le soulèvement en envoyant immédiatement Xiahou Yuan sur place. Mais la victoire n'est pas complète. Bien que battu et ayant perdu ses terres, une grande partie des forces de Lei Xu restent indemnes et partent gonfler les rangs de l'armée de Liu Bei.
En atteignant Jiangling, les alliés installent leur camp sur la rive sud du Yangtze. Pendant que Liu Bei s'attache à sécuriser les flancs et l'arrière des alliés, Zhou Yu concentre son attaque sur Cao Ren, posté à Jiangling. Cependant, la résistance féroce de Cao Ren empêche Zhou Yu de remporter la victoire rapide qu'il escomptait. C'est pourquoi Gan Ning propose une autre stratégie en prenant Yiling au nord-ouest de Jiangling (voir la bataille de Yiling), pour couper les lignes de ravitaillement de Cao Ren et tenter de diviser ses forces. Pendant la bataille de Yiling, le front de Jiangling se calme pendant une douzaine de jours, avant que Zhou Yu ne recommence son attaque sur la ville.

## La bataille proprement dite
Après son retour triomphant de Yiling à Jiangling, Zhou Yu est très confiant et se joint personnellement à l'attaque de la ville. Cao Ren profite de cette occasion et ordonne à ses archers de concentrer leurs tirs sur Zhou Yu. Ce dernier est grièvement blessé, avec son flanc droit détruit par les flèches. Bien que les blessures ne soient pas fatales, ce sont les infections qui pourraient emporter Zhou Yu. Voulant tirer davantage profit de la situation, Cao Ren tente une sortie de la ville pour affronter directement son ennemi. Afin d'éviter un effondrement du moral des troupes, Zhou Yu prend personnellement le commandement des opérations. Voyant Zhou Yu encore actif, Cao Ren se retire immédiatement dans la ville. Cependant, l'attaque des murs de la cité par les alliés est reportée, afin de laisser Zhou Yu se guérir et se reposer.
Après la conquête des quatre commanderies de Cao Cao au sud du Yangtze, Liu Bei rejoint le combat à Jiangling. Ne voulant pas soulever une suspicion de la part de Zhou Yu, Liu Bei ne vient pas avec une importante armée, car l'avantage numérique est déjà largement en faveur des alliés. Il conduit donc 2 000 hommes dirigés par Zhang Fei et Guan Yu à Jiangling, pendant qu'il se porte volontaire pour couper les liens entre Xiangyang et Jiangling, vitaux pour le ravitaillement de la ville assiégée. Zhou Yu lui accorde donc 2 000 soldats pour cela et les 2 000 hommes de Liu Bei sont affectés à Guan Yu afin d'empêcher Cao Cao de ravitailler Liangling par la rivière Han. Guan Yu accomplit parfaitement sa mission jusqu'à la chute de Jiangling, repoussant toutes les tentatives des lieutenants de Cao Cao, Yue Jin, Wen Pin et Li Tong. En empêchant le ravitaillement de Jiangling, Liu Bei réussit à placer son sujet Xiang Lang à la tête des commanderies de Zigui (秭归), Yidao (夷道), Wushan (巫山) et Yiling (夷陵), les ajoutant ainsi à son territoire. Les trois premiers ont été pris par Liu Bei en personne, mais la commanderie de Yiling est assignée à Liu Bei par Sun Quan.
Pour conserver le moral de ses troupes, Cao Ren organise une force d'assaut de 300 hommes dirigés par son général Niu Jin pour attaquer l'avant-garde ennemie en dehors des murs de la cité. Cette force est immédiatement assaillie par les alliés. Cao Ren ordonne alors à une douzaine de cavaliers de leur porter secours, mais son ministre Chen Jiao (陈矫) lui demande de ne pas le faire, estimant la force ennemie trop forte. Il ne veut pas non plus risquer sa vie pour tenter l'impossible (sauver trois cents hommes entourés de milliers d'ennemis). Cao Ren ignore les réserves de son ministre et sort, chargeant directement sur l'ennemi. Perdant Cao Ren de vue, Chen Jiao est persuadé que celui-ci est mort. Cependant, à la surprise générale, Cao Ren réussit à secourir Niu Jin dans un premier temps et il repart sauver les autres soldats restants. Seulement dix hommes arrivent à revenir en sécurité dans la ville avec Cao Ren et Niu Ling. Surpris, Chen Jiao ne peut que marmonner : "le général (Cao Ren) est vraiment un dieu". Apprenant cela plus tard, Cao Cao éleva son fils au rang de Marquis d'Anpingting (安平亭侯) pour sa bravoure dans cette bataille.
Après cet épisode, les confrontations entre les deux parties cessent et la bataille devient un siège qui durera un an. Finalement, Zhou Yu sort victorieux de cette bataille, lorsque Cao Ren, en manque de fournitures, est forcé d'abandonner et de se retirer.

## Conséquences
Traditionnellement, la bataille de Jiangling marque la fin de la campagne de la Falaise rouge, puisque les confrontations y cessèrent et la bataille devint un siège. Cao Cao retourna dans sa base arrière du comté de Qiao (谯), dans le nord, en mars 209. Sun Quan lança juste une attaque à Hefei, à l'est. Quant au siège de Jiangling, il n'est pas considéré comme faisant encore partie de la campagne de la Falaise rouge par la plupart des historiens. La chute de Jiangling dans les mains de Sun Quan est généralement considérée comme une conséquence de la campagne.

## Version romancée
Pour rajouter de l'effet dramatique, dans plusieurs œuvres littéraires, la conquête par Liu Bei des quatre commanderies du sud est souvent narrée dans des batailles différentes. La littérature a également conté un affrontement entre Guan Yu et huang Zhong. Ces deux éléments ont été des sources d'inspiration pour d'autres œuvres culturelles, comme l'opéra de Pékin. Cependant, en réalité, aucun de ces évènements n'est vrai.
De plus, contrairement à ce qui est raconté dans Histoire des Trois Royaumes, Huan Xuan n'a pas été tué par Wei Yuan, qui ne rejoignit pas Liu Bei au cours d'une bataille factice. En réalité, Huan Xuan avait déjà rejoint les rangs de Liu Bei depuis longtemps.